# Mondher Kebaier
Mondher Kebaier (ar. منذر الكبير; ur. 2 kwietnia 1970 w Bizercie) – tunezyjski piłkarz grający na pozycji obrońcy, a następnie trener piłkarski.

## Kariera klubowa
W swojej karierze piłkarskiej Kebaier grał w klubie CA Bizertin.

## Kariera trenerska
Po zakończeniu kariery piłkarskiej Kebaier został trenerem. Prowadził takie kluby jak: AS Djerba (1998-1999), CA Bizertin (2000-2001, 2001-2003 i 2013), z którym zdobył Puchar Tunezji w 2013, AS Kasserine (2004-2005), ES Sahel (2010-2011 i 2012-2013), Club Africain (2014), AS Marsa (2014-2016) i Espérance Tunis (2018).
W 2019 roku Kebaier został selekcjonerem reprezentacji Tunezji. W 2022 roku poprowadził ją w Pucharze Narodów Afryki 2021 i dotarł z nią do ćwierćfinału. 30 stycznia 2022 odszedł ze stanowiska.